# Petro Jeroszewycz
Petro Kostiantynowycz Jeroszewycz, ukr. Петро Костянтинович Єрошевич, ros. Петр Константинович Ерошевич, Piotr Konstantinowicz Jeroszewicz (ur. 22 czerwca?/4 lipca 1870 w guberni połtawskiej, zm. w 1945 w Moskwie) – ukraiński i rosyjski wojskowy (generał porucznik), emigrant.

## Życiorys
W 1888 roku ukończył piotrowski korpus kadetów w Połtawie, zaś w 1891 roku michajłowską szkołę artyleryjską. Służył w stopniu podporucznika w 5 Rezerwowej Brygadzie Artylerii. W 1893 roku awansował na porucznika, zaś w 1897 roku na sztabskapitana. W 1898 roku ukończył nikołajewską akademię sztabu generalnego. W stopniu kapitana był oficerem sztabowym w sztabie nadamurskiego okręgu wojskowego. W 1900 roku został oberoficerem do specjalnych poruczeń. Następnie uczestniczył w interwencji wojskowej wojsk rosyjskich w Chinach. Od 1901 roku w stopniu podpułkownika pełnił funkcję oficera sztabowego do specjalnych poruczeń w sztabie II Syberyjskiego Korpusu Armijnego. W latach 1904–1905 brał udział w wojnie rosyjsko-japońskiej jako szef sztabu 79 Dywizji Piechoty. Od 1906 roku w stopniu pułkownika był szefem sztabu 17 Dywizji Piechoty. W 1908 roku odkomenderowano go tymczasowo do artylerii, a następnie kawalerii. W 1909 roku był oficerem sztabowym w sztabie 48 Rezerwowej Brygady Piechoty. W 1910 roku został szefem sztabu 43 Dywizji Piechoty. Od 1912 roku dowodził IV Korpusem Strzeleckim. Brał udział w I wojnie światowej. W początkowym okresie działań wojennych dowodził mieszanym oddziałem złożonym z resztków 4 Syberyjskiej Dywizji Strzeleckiej i 1 Brygady Strzeleckiej. We wrześniu 1914 roku awansował na generała majora. Od 1915 roku był szefem sztabu VI Syberyjskiego Korpusu Armijnego. Od kwietnia 1917 roku znajdował się w rezerwie oficerskiej przy sztabie piotrogrodzkiego okręgu wojskowego. W lipcu tego roku objął funkcję szefa sztabu 12 Dywizji Piechoty. Od października dowodził Dywizją. W kwietniu 1918 roku wstąpił do armii ukraińskiej. Otrzymał stopień generała lejtnanta. Objął obowiązki dowódcy II Korpusu Podolskiego. Pod koniec grudnia tego roku został aresztowany przez antyhetmańskich wojskowych, ale wkrótce wyszedł na wolność. Od stycznia 1919 roku dowodził I Korpusem Wołyńskim, zaś od kwietnia tego roku IX Korpusem Piechoty. W maju objął funkcję komendanta garnizonu miasta Równe. W czerwcu został dowódcą 1 Dywizji Północnej. Na przełomie października/listopada dowodził obroną Mohylowa Podolskiego przed atakiem wojsk Białych. Po dostaniu się do niewoli przewieziono go do Odessy, a stamtąd do Sewastopola, skąd ostatecznie trafił do Jekaterynodaru. W styczniu 1920 roku, po ewakuacji wojsk Białych z Noworosyjska, powrócił do Sewastopola. W maju tego roku wraz z innymi oficerami ukraińskiej armii został przewieziony poprzez Bałkany na Ukrainę. W październiku został dowódcą tyłów Armii Czynnej Ukraińskiej Republiki Ludowej. Od listopada 1921 roku pełnił funkcję zastępcy ministra wojny. Na emigracji zamieszkał w Polsce. Żył w Kaliszu. W 1945 roku został aresztowany przez funkcjonariuszy SMIERSZa. Zmarł w więzieniu łakianowskim w Moskwie.